# Martial Gayant
Martial Gayant, né le 16 novembre 1962 à Chauny (Aisne), est un ancien coureur cycliste français. Il compte quinze victoires en professionnel. Il est directeur sportif de l'équipe FDJ de 2001 à 2022.

## Biographie
Dans sa jeunesse, Gayant est de son propre aveu en « échec scolaire ». Il commence à pratiquer le cyclisme à l'âge de 10 ans.
Martial Gayant commence sa carrière professionnelle de cycliste en 1982 et prend sa retraite dix ans plus tard, en 1992.
En avril 1986, Gayant subit une intervention chirurgicale à une artère fémorale.
En 1987, lors du Tour de France, son coéquipier Charly Mottet endosse le maillot jaune au terme de la dixième étape. Lors de l'étape suivante, la stratégie de course de l'équipe Système U vise à mettre un coureur de la formation française placé au classement général à l'avant de la course pour ne pas avoir à mener le peloton derrière. Gayant se trouve dans l'échappée du jour et profite de son statut d'équipier du maillot jaune pour ménager ses forces. Il se détache en solitaire dans les derniers kilomètres de l'étape et la remporte. À l'arrivée, il prend le maillot jaune à Mottet, maillot qu'il garde deux jours.
Lors du championnat du monde sur route 1988, un duo composé de Maurizio Fondriest et Claude Criquielion se détache, duo rejoint ensuite par Steve Bauer. Le trio se dispute la victoire. Lors du sprint, Bauer tasse Criquielion entraînant sa chute. Fondriest remporte la course devant Bauer qui est ensuite disqualifié. Martial Gayant, qui s'est détaché d'un groupe de poursuivants franchit la ligne d'arrivée 27 secondes plus tard et est déclaré deuxième de la course,.
En 1991, Gayant chute lors du Tour de France. Il est atteint d'un arrachement du tendon d'Achille droit ainsi que de tassements aux quatrième et cinquième vertèbres lombaires. Lors du Tour de Lombardie, il a pour chefs de file Laurent Jalabert et Tony Rominger. Ses deux leaders distancés durant la course, Gayant est offensif et s'isole avec Sean Kelly. L'Irlandais l'emporte au sprint devant le Français. Atteint d'une cruralgie en 1992, cette pathologie l'amène à arrêter sa carrière.
Adepte du cyclo-cross, il remporte par deux fois le titre de champion de France, en 1983 et 1986. En 1988, alors que Gayant vient de rejoindre la formation Toshiba avec un transfert qui donne lieu à un procès, il est dominé au sprint par Christophe Lavainne, coureur de Système U.
Depuis 2003, Martial Gayant est directeur sportif adjoint de l'équipe FDJ.fr sous la direction de Marc Madiot. Il quitte la formation française en fin d'année 2022 et prend sa retraite.

## Palmarès sur route

### Palmarès amateur
- 1981
  - Grand Prix des Nations amateurs
  - Chrono Madeleinois
  - 3e de Paris-Orléans
  - 3e du Grand Prix de France

### Palmarès professionnel
| - 1984 - Châteauroux-Limoges - 1re (contre-la-montre par équipes) et 10e étapes du Tour d'Italie - 1985 - Paris-Camembert - Trophée des grimpeurs - 2e étape du Clásico RCN - 3e du championnat de France sur route - 3e de la Route du Berry - 1986 - Grand Prix de Plouay - 5e du Tour de la Communauté européenne - 1987 - 5e étape des Quatre Jours de Dunkerque - 11e étape du Tour de France - 2e du Grand Prix de Mauléon-Moulins - 3e du championnat de France sur route - 3e de la Route du Berry - 6e des Quatre Jours de Dunkerque - 7e du Grand Prix du Midi libre - 8e de la Flèche wallonne - 10e de Paris-Roubaix - 1988 - Médaillé d'argent du championnat du monde sur route - 4e du Grand Prix des Amériques - 4e du Championnat de Zurich - 9e de l'Amstel Gold Race - 10e du Tour de Lombardie | - 1989 - Grand Prix de Fourmies - 2e du Grand Prix de Francfort - 3e de Binche-Tournai-Binche - 3e de la Deutsche Weinstrasse - 3e du championnat de France sur route - 3e du Grand Prix d'Isbergues - 6e du Critérium du Dauphiné libéré - 1990 - Classement général du Tour du Limousin - 8e étape du Tour de la Communauté européenne - 2e du Tour de la Communauté européenne - 2e du Grand Prix de Plouay - 4e de Paris-Roubaix - 1991 - 1re étape de Paris-Nice (contre-la-montre par équipes) - 2e du Grand Prix du Midi libre - 2e de la Ronde des Pyrénées méditerranéennes - 2e du Tour de Lombardie - 3e de Paris-Nice |  |

## Résultats sur les grands tours

### Tour de France
5 participations
- 1985 : hors délais (15e étape)
- 1987 : 34e, vainqueur de la 11e étape,  maillot jaune pendant 2 jours
- 1988 : 71e
- 1989 : 32e
- 1991 : abandon (6e étape)

### Tour d'Italie
1 participation
- 1984 : 15e, vainqueur des 1re (contre-la-montre par équipes) et 10e étapes

### Tour d'Espagne
1 participation
- 1983 : 25e

## Palmarès en cyclo-cross
| - 1982-1983 - Champion de France de cyclo-cross - 1983-1984 - 2e du championnat de France de cyclo-cross - 1984-1985 - Cyclo-cross de Bray-Saint-Christophe - 3e du championnat de France de cyclo-cross - 7e du championnat du monde de cyclo-cross - 1985-1986 - Champion de France de cyclo-cross - 5e du championnat du monde de cyclo-cross | - 1986-1987 - 3e du championnat de France de cyclo-cross - 1987-1988 - 2e du championnat de France de cyclo-cross - 1988-1989 - 2e du championnat de France de cyclo-cross |